# NGC 3680
NGC 3680 (również OCL 823 lub ESO 265-SC32) – gromada otwarta znajdująca się w gwiazdozbiorze Centaura. Odkrył ją James Dunlop 7 maja 1826 roku. Jest położona w odległości ok. 3,1 tys. lat świetlnych od Słońca.